# Вулиця Ніжинська (Львів)
Вулиця Ніжинська — вулиця у Личаківському районі міста Львова, в місцевості Личаків. Прямує від вулиці Личаківської до вулиці Чернеча Гора, утворюючи перехрестя з вулицями Академіка Крип'якевича та Рєпіна. Прилучаються вулиці Острозького, Піскова та Мучна.

## Історія
У середині XIX століття ця вулиця називалася Личаківською вищою бічною. Від 1871 року початок вулиці та її ліве відгалудження (нинішня вулиця Острозьких) мала назву Піскова, а праве відгалудження —На Дебрах, бо вулиця вела до яру (дебри) на схилах Знесінських горбів. 1890 року частину вулиці Піскової перейменували на Паулінів, на згадку про римсько-католицький чернечий орден Отців Паулінів, який до 1785 року мав власний монастир при храмі святого Петра і Павла. 1933 року до вулиці Паулінів приєднано вулицю На Дебрах. 1945 року вулиця отримала сучасну назву — вулиця Ніжинська, на згадку про українське місто Ніжин.

## Забудова
Вулиця Ніжинська забудована переважно двоповерховими будинками в стилі віденського класицизму, конструктивізму 1930-х років, п'ятиповерхівками 1960-1990-х років, новобудови. Декілька будинків внесено до Реєстру пам'яток архітектури місцевого значення.
№ 7 — двоповерхова чиншова кам'яниця, збудована на межі XIX—XX століть та оздоблена у стилі сецесії. На бічній глухій стіні зберігся рекламний напис міжвоєнного періоду: ательє жіночого одягу С. Бліхарської.
№ 9, 14, 16а — п'ятиповерхові житлові будинки 1990-х років. В будинку під № 9 міститься сімейний готель «Саквояж». 
№ 10 — в будинку на початку XXI століття облаштували магазин спортивного спорядження «Команчеро», нині — магазин стоматологічних матеріалів.
№ 10а, 10б — триповерховий житловий будинок з мансардою, зданий у 2005 році.
№ 17 — чотириповерховий клубний будинок «Modern Lux» з мансардою та підземним паркінгом, збудований будівельною компанією «Прем'єр Буд» у 2016—2017 роках на місці одноповерхового будинку.
№ 19 — одноповерхова чиншова кам'яниця, збудована у 1908 році та оздоблена у стилі сецесії. В будинку мешкає українська художниця Марта Іваницька.
№ 27 — вілла першої половини XX століття, збудована у стилі віденського класицизму. Будинок внесений до Реєстру пам'яток архітектури місцевого значення під охоронним № 2726-м.
№ 28 — вілла першої половини XX століття, збудована у стилі віденського класицизму. Будинок внесений до Реєстру пам'яток архітектури місцевого значення під охоронним № 2727-м.
№ 31а, 33 — типові п'ятиповерхові «хрущовки» початку 1960-х років.
№ 32 — вілла першої половини XX століття, збудована у стилі віденського класицизму. Будинок внесений до Реєстру пам'яток архітектури місцевого значення під охоронним № 2728-м.

Світлини вуличної забудови
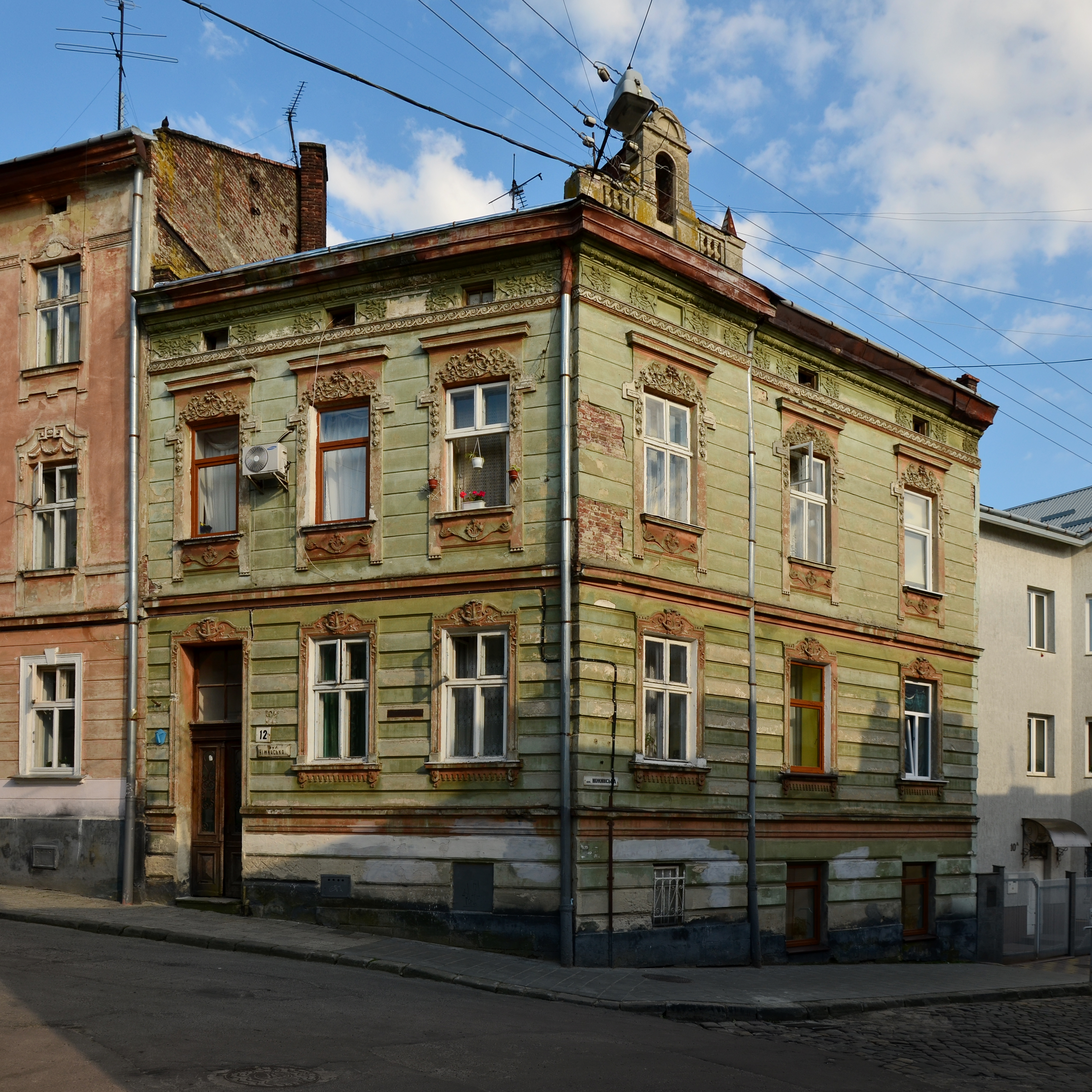
Будинок № 12
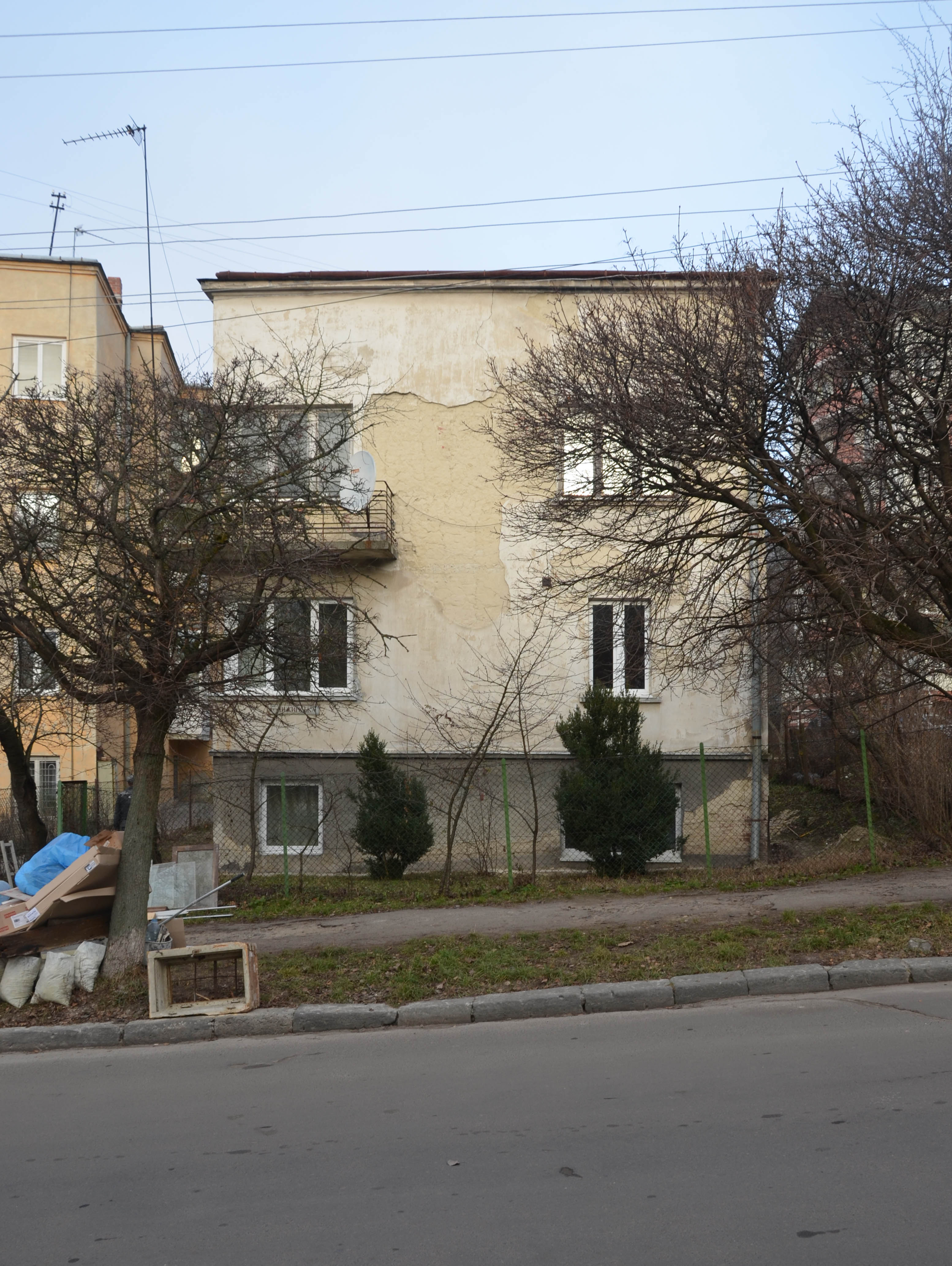
Будинок № 27
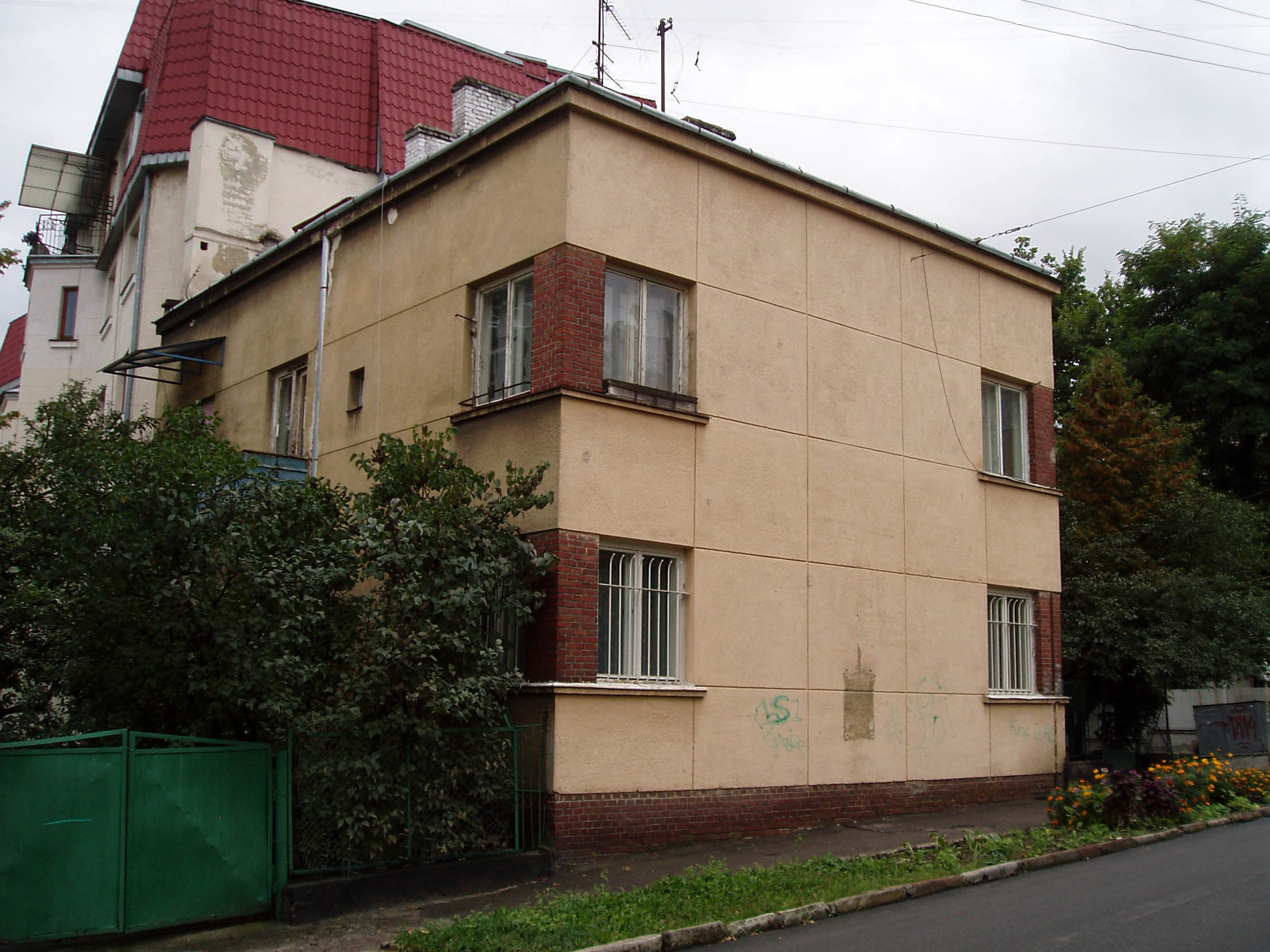
Будинок № 28
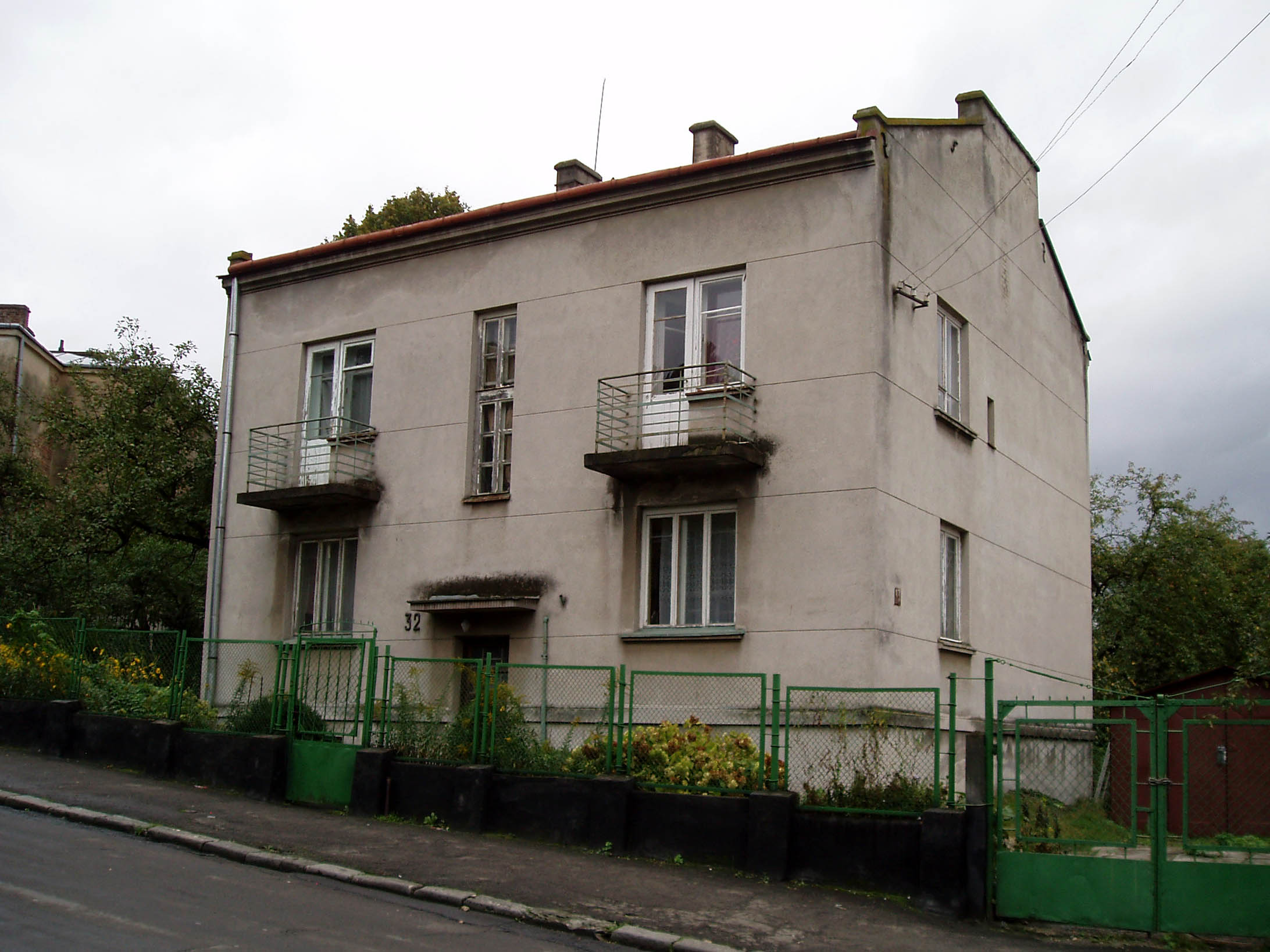
Будинок № 32